# تیموتی فریس
تیموتی فریس (انگلیسی: Timothy Ferris؛ زادهٔ ۲۴ اوت ۱۹۴۴) یک دانشمند در زمینه اخترشناسی، اخترفیزیک، کیهان‌شناسی، اخترزیست‌شناسی، علوم فضایی، و سیاره‌شناسی اهل ایالات متحده آمریکا است.
وی همچنین برنده جوایزی همچون کمک هزینه گوگنهایم شده است.